# جابر عیسی
جابر عیسی (انگلیسی: Jaber Issa؛ زادهٔ ۷ ژوئن ۱۹۹۷) بازیکن فوتبال اهل عربستان سعودی است.
از باشگاه‌هایی که در آن بازی کرده‌است می‌توان به باشگاه فوتبال الاتحاد اشاره کرد.
وی همچنین در تیم ملی فوتبال عربستان سعودی بازی کرده‌است.